# Peremoha (Raión de Bolhrad)
Peremoha  (ucraniano: Перемога) es un pueblo del Raión de Bolhrad en el Óblast de Odesa de Ucrania. Según el censo de 2001, tiene una población de 585 habitantes.